# Hebius bitaeniatum
Espèce
Synonymes
- Natrix bitaeniata Wall, 1925
- Amphiesma bitaeniatum (Wall, 1925)

Statut de conservation UICN

 LC  : Préoccupation mineure
Hebius bitaeniatum est une espèce de serpents de la famille des Natricidae. 

## Répartition
Cette espèce se rencontre au Viêt Nam, en Thaïlande, en Birmanie et en République populaire de Chine au Yunnan au Guizhou et au Hunan.

## Publication originale
- Wall, 1925 : Notes on snakes collected in Burma in 1924. Journal of the Bombay Natural History Society, vol. 30, no 4, p. 805-821.